# Sauchy-Cauchy Communal Cemetery Extension
Sauchy-Cauchy Communal Cemetery Extension is een begraafplaats gelegen in de Franse plaats Sauchy-Cauchy (Pas-de-Calais). De militaire graven worden onderhouden door de Commonwealth War Graves Commission.
De begraafplaats telt 51 geïdentificeerde Gemenebest graven uit de Eerste Wereldoorlog.